# مينه (مغنية)
مينه (بالألمانية: Mina)‏ هي مغنية ألمانية، ولدت في 4 أكتوبر 1993 في ميونخ في ألمانيا.

## وصلات خارجية
- مينا على موقع ميوزك برينز (الإنجليزية)
- مينا على موقع أول ميوزيك (الإنجليزية)
- مينا على موقع ديسكوغز (الإنجليزية)